# Douglas Adams
Douglas Noël Adams (11 tháng 3 năm 1952 – 11 tháng 5 năm 2001) là một nhà văn người Anh, nhà soạn kịch hài cho radio, và là một nhạc sĩ nghiệp dư. Ông nổi tiếng là tác giả của bộ tiểu thuyết The Hitchhiker's Guide to the Galaxy. Hitchhiker's được truyền lần đầu tiên qua sóng radio, sau đó được viết thành "bộ ba tiểu thuyết" gồm năm cuốn (bán được trên 15 triệu bản trong cuộc đời nhà văn), một chương trình truyền hình, một bộ truyện tranh, một trò chơi máy tính và một phim nhựa được hoàn thành sau khi ông chết. Ông được một số người hâm mộ biết đến qua cái tên Bop Ad (vì chữ ký rất khó đọc của ông), hoặc những chữ cái đầu của tên ông "DNA".
Ngoài The Hitchhiker's Guide to the Galaxy, Douglas Adams viết và cộng tác viết cho ba chương trình truyền hình khoa học viễn tưởng của Doctor Who, và là người biên dịch kịch bản cho mùa phim thứ 17. Ngoài ra ông còn là tác giả của bộ tiểu thuyết Dirk Gently, đồng tác giả của hai cuốn Liff và Last Chance to See, dựa theo một chương trình radio. Adams còn là người đề ra ý tưởng cho game vi tính Starship Titanic, sau này được Terry Jones viết thành một cuốn tiểu thuyết riêng. Sau khi ông chết, một bộ sưu tập các bài luận văn và những tài liệu khác, trong đó có một cuốn tiểu thuyết chưa hoàn thành, được xuất bản với tựa đề The Salmon of Doubt vào năm 2002.
Người hâm mộ và bạn của ông cũng biết đến ông là một người tích cực hoạt động vì môi trường, tự nhận mình là người theo chủ nghĩa "vô thần cấp tiến", người đam mê xe tốc độ cao, máy ảnh, máy tính Macintosh, và những "đồ chơi công nghệ" khác. Ông là người ham mê công nghệ mới, sử dụng những phát minh như thư điện tử và Usenet trước khi chúng được sử dụng phổ biến, thậm chí ngay cả trước khi chúng được biết đến rộng rãi.
Vào những năm cuối đời, ông thường được mời đến nói chuyện về các vấn đề công nghệ và môi trường. Ngay cả sau khi mất ở tuổi 49, ông vẫn được kính trọng trong giới hâm mộ tiểu thuyết khoa học viễn tưởng và kỳ ảo.